# Lucky Strike (film)
Pour plus de détails, voir Fiche technique et Distribution.
Lucky Strike est un thriller dramatique sud-coréen réalisé par Kim Yong-hoon, sorti en 2020.

## Synopsis
Le film commence par le milieu de l'intrigue. Un employé de sauna trouve un sac bourré de billets de banque dans un casier. Il n'ose le voler et le range dans la réserve. Peu de temps après, il perd son emploi au sauna, récupère le sac et le cache chez lui. Pendant ce temps dans un autre lieu, l'hôtesse de bar hyper sexy dite la patronne, celle qui a récupéré le sac déposé dans le sauna, retourne voir son ancien amant douanier corrompu endetté vis-à-vis de la mafia locale (à cause d'elle). Cette mafia l'oblige de rembourser dans la semaine une forte somme sous peine de lui couper la main. La patronne espère que son ami douanier lui procure un faux visa pour quitter la Corée avec le pognon. La patronne avait volé le sac à une jeune fille qui travaillait dans son bar comme pute occasionnelle. Cette jeune fille, femme battue par son mari, avait décidé de le tuer pour toucher la prime d'assurance-vie. Elle le tue et conserve cette énorme somme en billets de banque dans le fameux sac. Après moult pérégrinations (dont son ami chinois qui se trompe de cible et tue quelqu'un d'autre à la place du mari). La patronne trahit de manière éhontée la jeune fille puis la tue, coupe son corps en morceau et part avec l’argent. On apprend entre mille détails que le douanier qui s'est approprié entre temps ce fameux sac fume des Lucky Strike parce qu'il était allé s'acheter un paquet de cigarettes pendant que son collègue se faisait écraser par un camion poubelle. Vers la fin du film à la suite d'une course poursuite où il tente d’échapper à la mafia, il se fait lui-même écraser par un camion poubelle avec un paquet de Lucky Strike à la main. Tous ces personnages n’auraient jamais dû se rencontrer. Ils créent une action chorale passionnante. Encore plusieurs rebondissements toujours emprunts d'humour noir accélèrent l'action du film divisé en six chapitres qui complexifient l’intrigue en la découpant en fragments épars. 1 : la dette. 2 : le Pigeon. 3 : la chaine alimentaire. 4 : le requin. 5 :  Lucky Strike. 6 : l'argent.  

## Fiche technique
- Titre original : 지푸라기라도 잡고 싶은 짐승들, Jipuragirado Jabgo Sipeun Jibseungdeul
- Réalisation : Kim Yong-hoon
- Scénario : Kim Yong-hoon, d'après l'œuvre de Keisuke Sone
- Musique : Nene Kang
- Décors :
- Costumes : Cho Hee-ran
- Photographie : Kim Tae-sung
- Montage : Han Mee-yeon
- Production : Jang Won-seok et Billy Acumen
  - Production exécutive : Kim Jin-sun
- Société de production : Megabox
- Sociétés de distribution : Wild Bunch Distribution
- Pays d'origine :  Corée du Sud
- Langue originale : coréen
- Format : couleur
- Genre : thriller, drame
- Durée : 108 minutes
- Dates de sortie :
  - Pays-Bas : 25 janvier 2020 (Rotterdam)
  - Corée du Sud : 19 février 2020
  - France : 22 juin 2020 (première à Paris) ; 8 juillet 2020 (sortie nationale)

## Distribution
- Jeon Do-yeon : Yeon-hee, la tenancière du bar
- Jeong Woo-seong : Tae-young, du bureau d'immigration
- Bae Seong-woo : Joong-man, employé du sauna
- Youn Yuh-jung : Soon-ja, la mère de Joong-man
- Jeong Man-sik : Du-man, l'usurier
- Shin Hyun-bin : Mi-ran, la femme battue
- Jung Ga-ram : Jin-tae, le jeune chinois clandestin
- Jin Kyung : Young-sun, la femme de Joong-man

## Sortie

### Accueil critique
En France, le site Allociné recense une moyenne des critiques presse de 3,6/5.
Pour François Forestier de L'Obs, « Ce premier film est un polar amphétaminé : le ton est cynique, le monde l'est aussi, et le fric domine. C'est de la Série Noire, sans temps morts. Régalant. ».